# گرماژ
گرماژ یا وزن پایه (انگلیسی: Grammage) در صنعت کاغذ و خمیرکاغذ و پارچه، چگالی سطح محصول کاغذ یا پارچه است و به جرم آن در هر واحد مساحت گفته می‌شود. جهت محاسبه گرماژ دو روش رایج به‌کار گرفته می‌شود:
- احتساب وزن گرمی هر متر مربع (گرم/متر۲)

چگالی کاغذ همچنین با نام گرماژ شناخته می‌شود. این نوع اندازه‌گیری در اغلب کشورهای جهان رایج است.

## روش محاسبه گرماژ
گرماژ یا «گرم بر متر مربع» (grams per square meter) که با نام GSM هم شناخته می‌شود، هر چقدر بالاتر باشد، کاغذ ضخیم‌تر و محکم‌تر است. وزن انواع مختلف کاغذ براساس یک ورق نمونه بریده شده در اندازه یک متر مربع اندازه گیری می‌شود. صرف نظر از طول یا عرض کاغذ، اندازه گیری وزن همیشه بر اساس یک ورق در ابعاد یک متر مربع انجام می‌شود. روزنامه‌ها دارای گرماژ 55 و کاغذهای معمولی سفید گرماژ حدوداً 100 و کارت‌های ویزیت معمولاً با گرماژ 350 گرم بر متر مربع تولید می‌شوند.